# 시즌 허블리
시즌 허블리(Season Hubley, 1951년 3월 14일 ~ )는 미국의 배우, 텔레비전 배우, 영화배우, 연극 배우이다.
뉴욕에서 태어났다.

## 영화
- 일리언 5 (1998년)
- 키스 더 스카이 (1998년)
- 라디오 액터 (1996년)
- 계부 3 (1992년)
- 위험한 노출 (1991년)
- 영예의 표적 (1990년)
- 차일드 인 더 나잇 (1990, Child in the Night)
- 인플루언스 (1986년)
- 크리스마스 이브 (1986년)
- 더 쓰리 위시스 오브 빌리 그리어 (1984년)
- 카리브해의 비밀 (1983년)
- 바이스 스퀘드 (1982년)
- 금지구역 (1979년)
- 엘비스(영어판) (1979년)
- 사랑의 화원 (1976년)